# اچ‌ام‌اس آرچر (دی۷۸)
اچ‌ام‌اس آرچر (دی۷۸) (به انگلیسی: HMS Archer (D78)) یک کشتی است که طول آن ۴۶۱ فوت ۱ اینچ (۱۴۰٫۵۴ متر) می‌باشد. این کشتی در سال ۱۹۳۹ ساخته شد.